# Peter Atencio

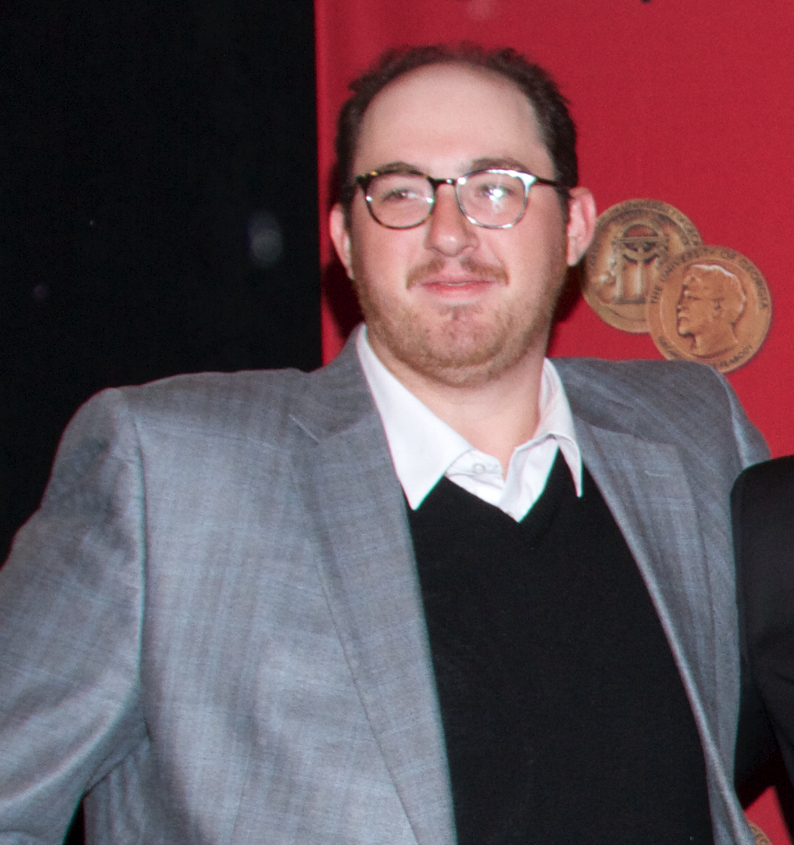
Peter Atencio (2014)

Peter Atencio (* 15. März 1983 in Fort Collins, Colorado) ist ein US-amerikanischer Filmregisseur und Filmproduzent.

## Filmografie
Regisseur
- 2010: The Rig
- 2016: Keanu
- 2023: The Machine

Filmproduzent
- 2023: The Machine